# 大王花金龜
大王花金龜（學名：Goliathus goliatus）是花金龜亞科大角金龜屬下轄的一個種，主要產地為非洲赤道地區的的疏林草原地帶。

## 描述
大王花金龜是大角花金龜屬中，目前發現的個體裡面體型最大的種。雄蟲體長5-11公分，雌蟲5-8公分，具有黑色帶白色條紋的胸甲與白色的頭部，鞘翅的顏色有紅褐色、黑色等變化，鞘翅上有白色花紋、斑點的個體不少，極少數個體甚至會有全白的鞘翅。主要棲息地在非洲赤道的尼日利亞，喀麥隆，中非共和國，加蓬，剛果民主共和國，烏干達，西部肯尼亞和西北坦桑尼亞。

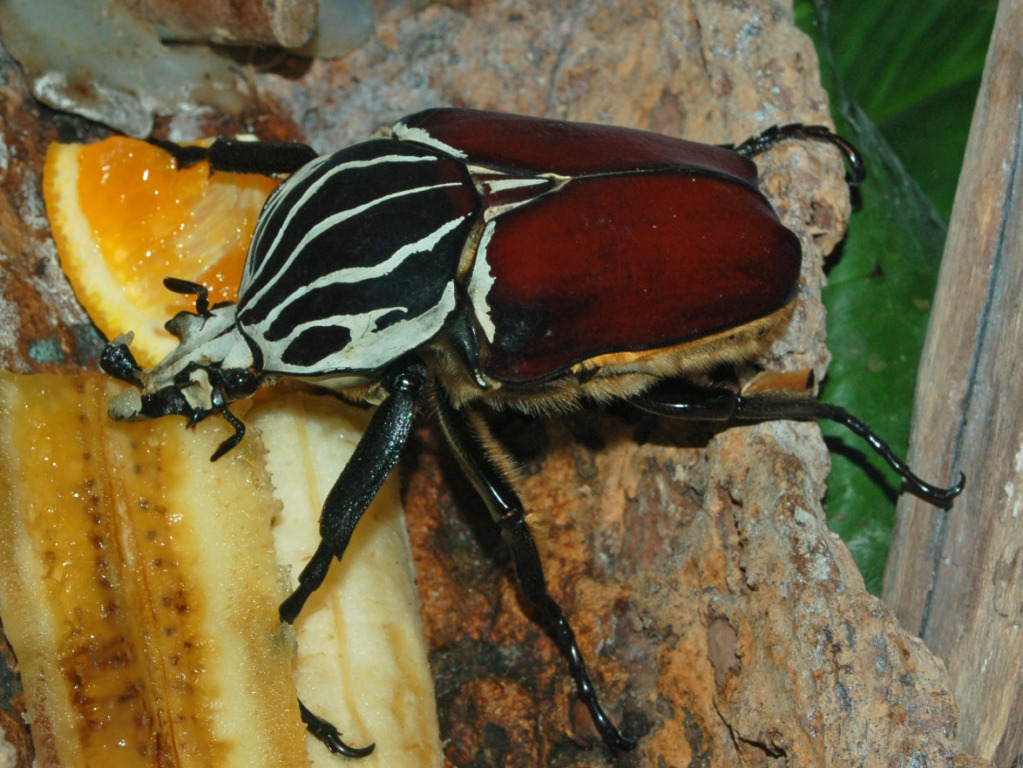
Goliathus goliatus 雄蟲，拍攝於 蒙特利爾昆蟲館
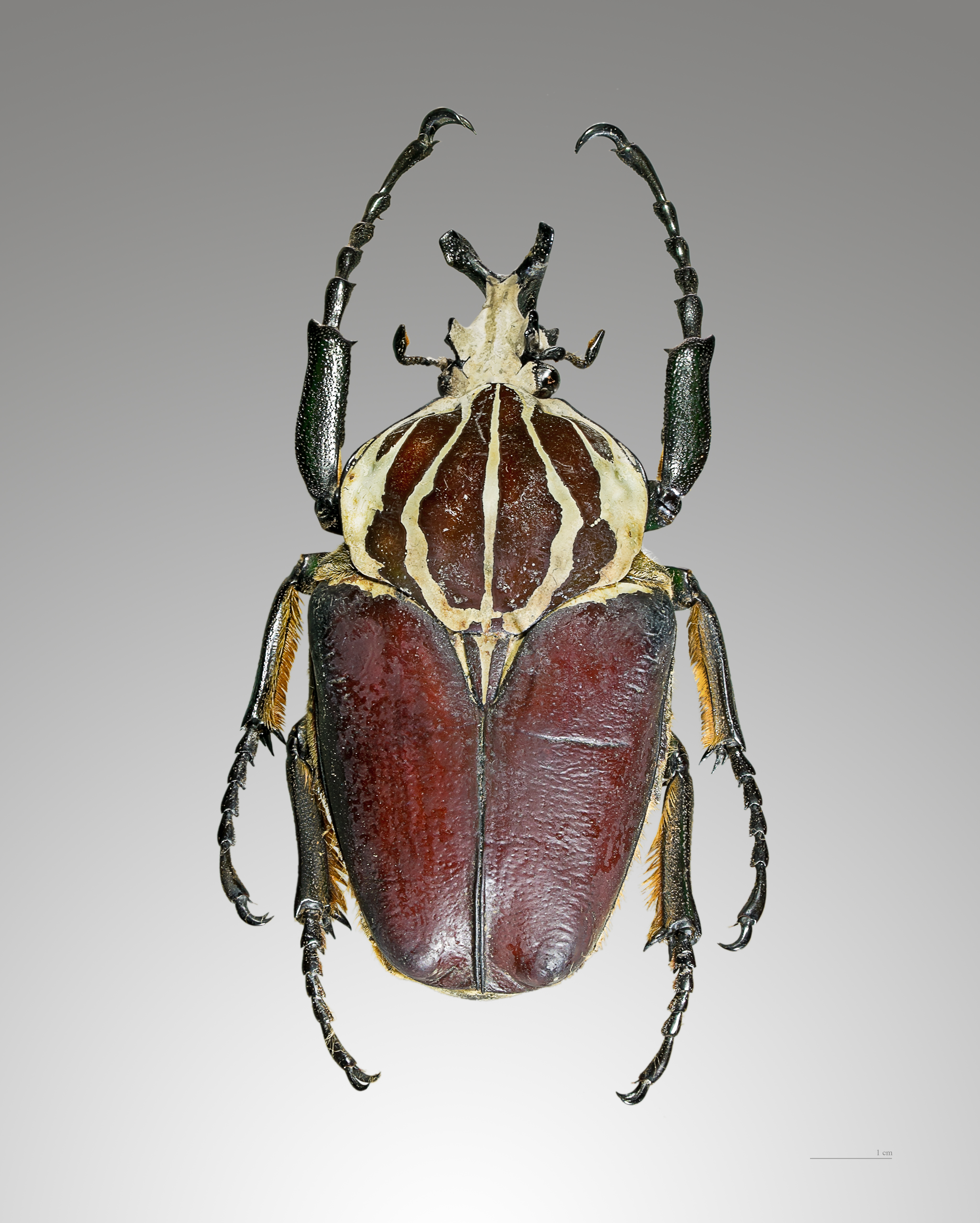
Goliathus goliatus 雄性，背部。
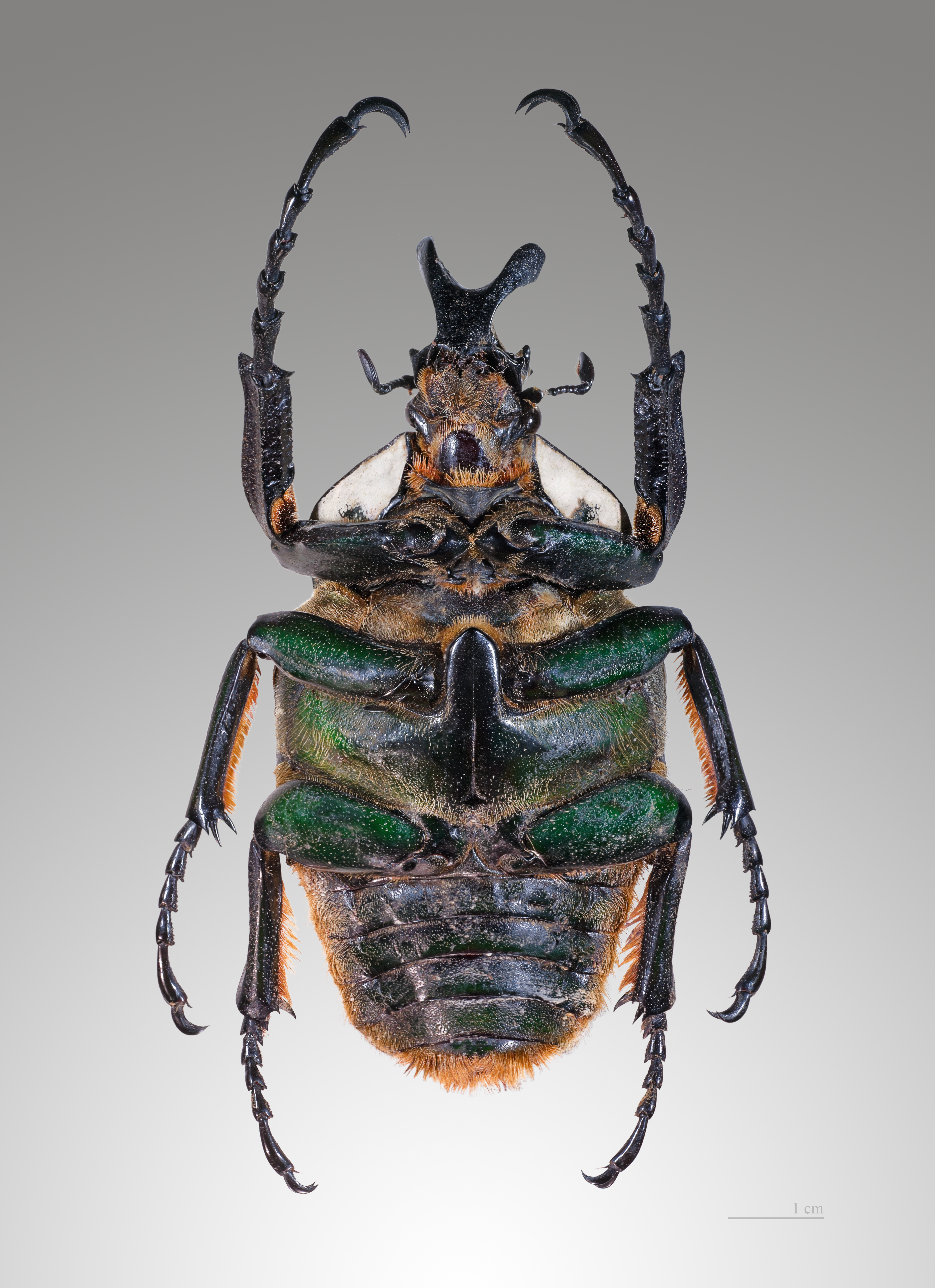
Goliathus goliatus 雄性，腹部。
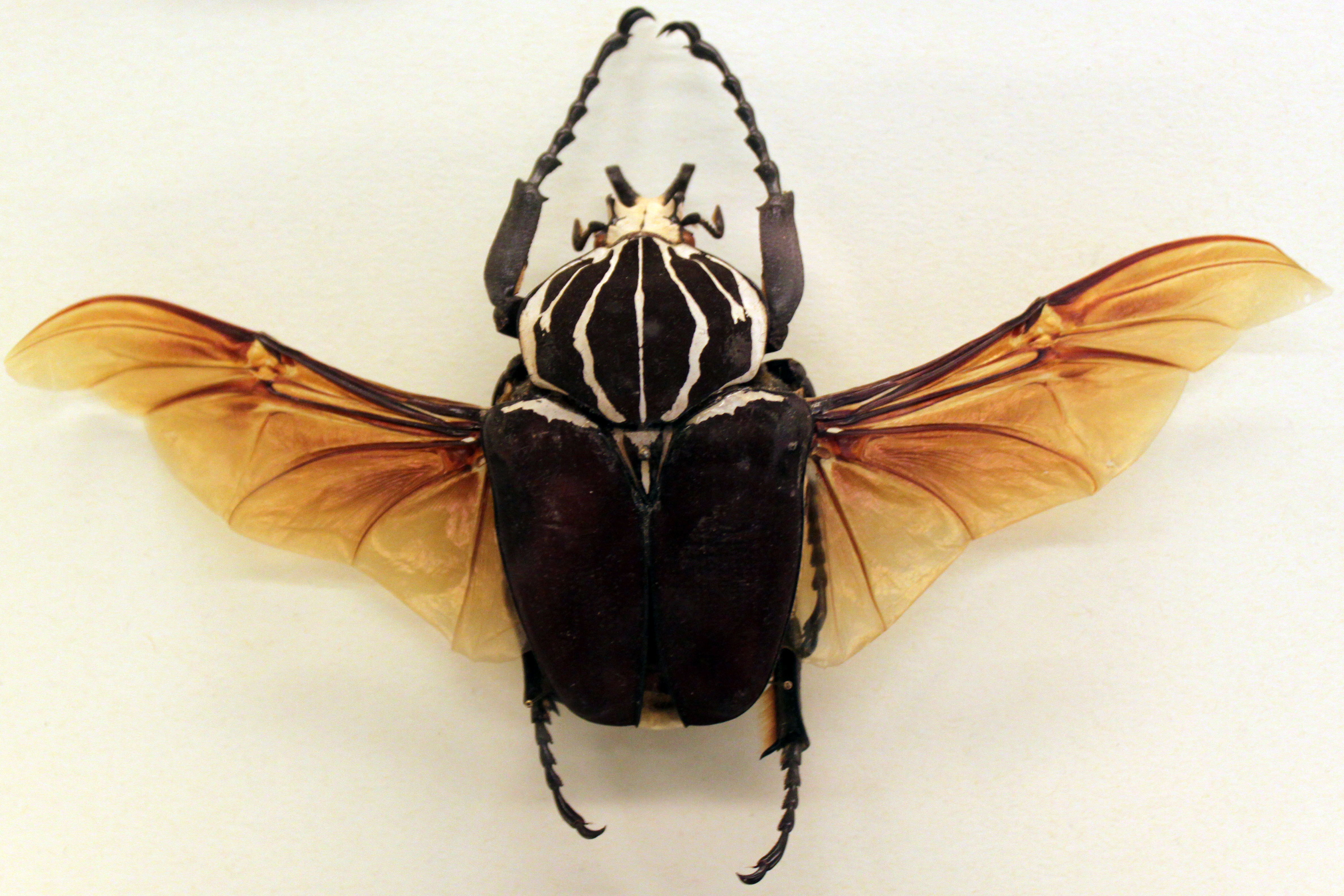
Goliathus goliatus, 雄性，展翅。
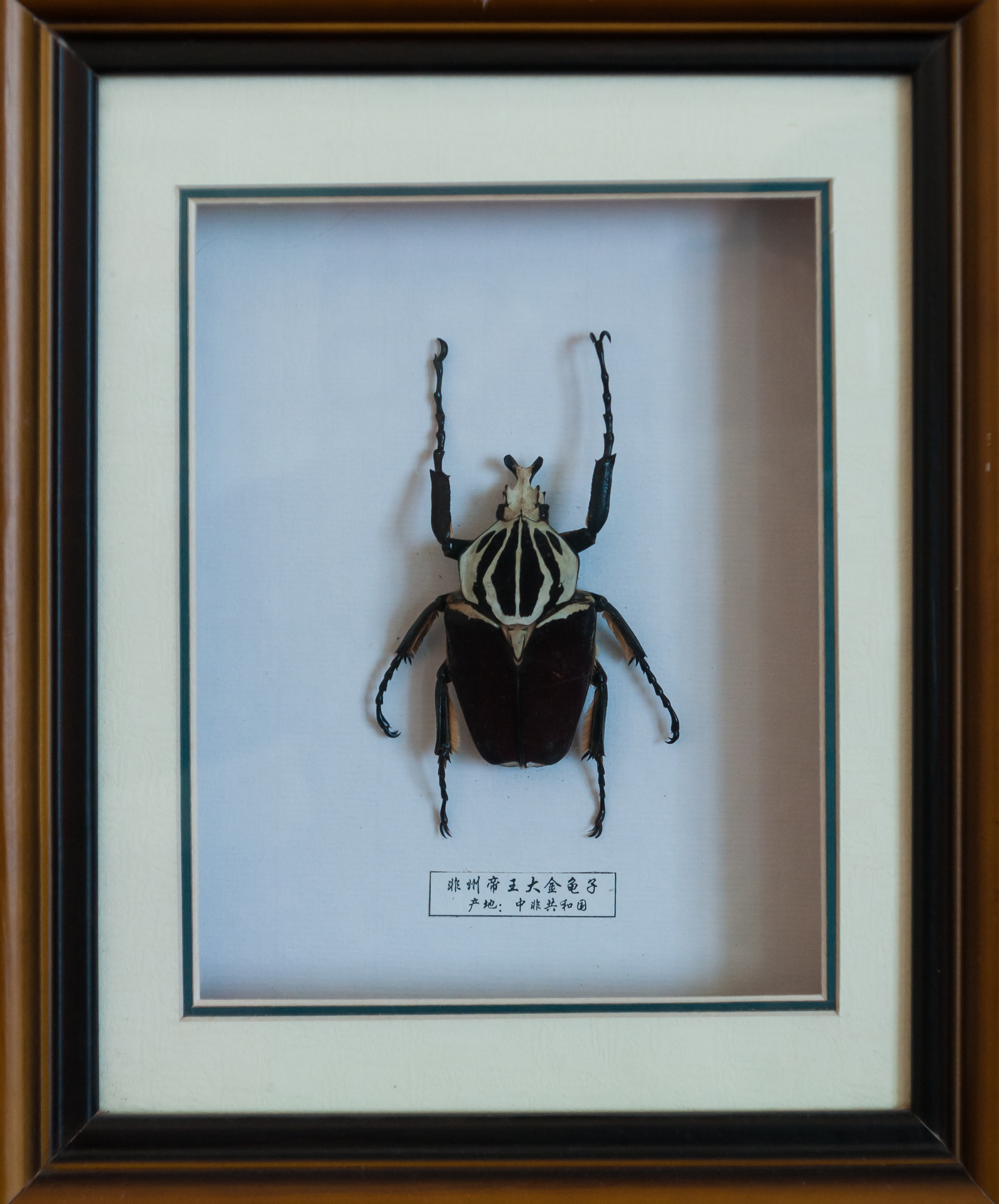
Goliathus goliatus 標本。
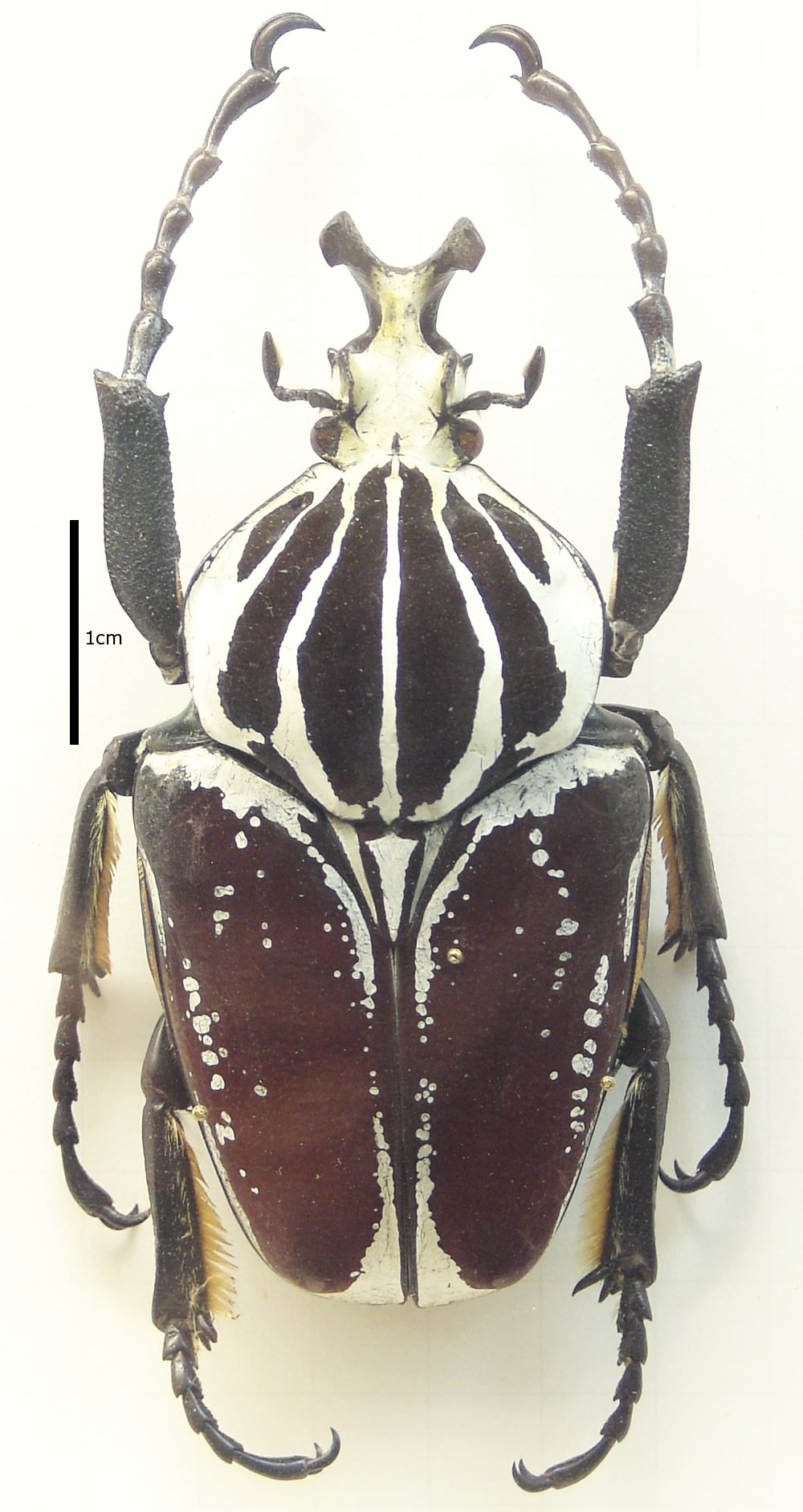
Goliathus goliatus 鞘翅上有斑點的標本。
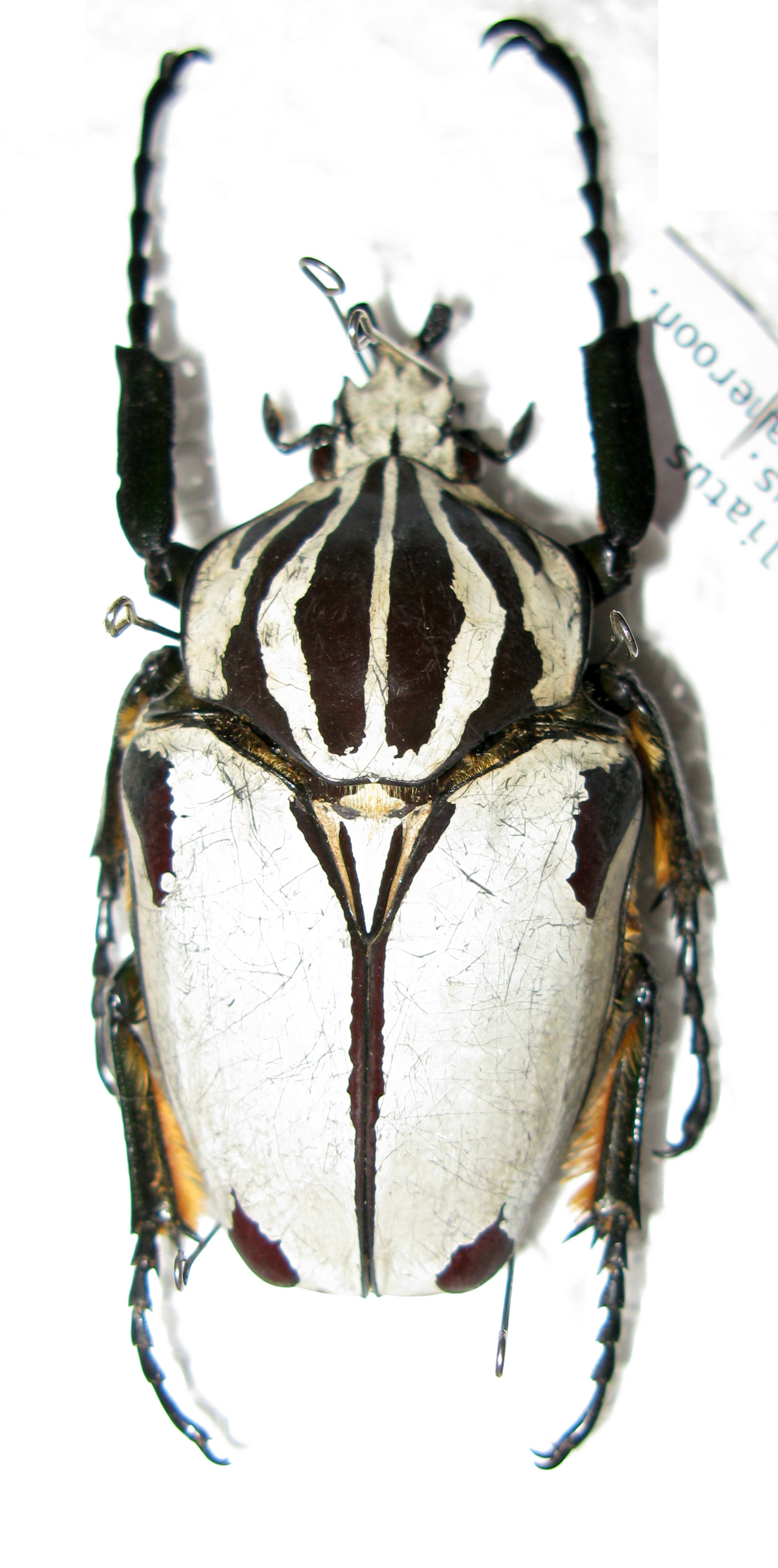
Goliathus goliatus 鞘翅全白的標本